# ベン・セレシン
ベン・セレシン（Ben Seresin、1962年11月3日 - ）は、ニュージーランド出身の撮影監督である。『トランスフォーマー/リベンジ』や『ワールド・ウォーZ』、『アンストッパブル』などの作品を手がけたことで知られている。

## 経歴
ロシア人の父親とニュージーランド人の母親を持つ。18歳の頃、オーストラリアへ渡り、映画業界に入った。約4年間、撮影助手を務めた。1992年からはイギリスに居住している。2010年に手がけた『アンストッパブル』で、第15回サテライト賞の撮影賞にノミネートされた。

## フィルモグラフィー

### 長編映画
- 完全犯罪 Best Laid Plans （1999年）
- サーカス Circus （2000年）
- 理想の女 A Good Woman （2004年）
- トランスフォーマー/リベンジ Transformers: Revenge of the Fallen （2009年）
- アンストッパブル Unstoppable （2010年）
- ブロークンシティ Broken City （2013年）
- ペイン&ゲイン 史上最低の一攫千金 Pain & Gain （2013年）
- ワールド・ウォーZ World War Z （2013年）
- ザ・マミー/呪われた砂漠の王女 The Mummy （2017年）
- カオス・ウォーキング Chaos Walking (2021年)
- ゴジラvsコング Godzilla vs. Kong （2021年）
- ゴジラxコング 新たなる帝国 Godzilla x Kong: The New Empire （2024年予定）